# Gëzime Starova
Gëzime Starova (mac. Г'зиме Старова; ur. 24 grudnia 1946 w Skopju) – jugosłowiańska i północnomacedońska prawniczka.

## Życiorys
W 1970 roku ukończyła studia prawnicze na Uniwersytecie Świętych Cyryla i Metodego w Skopju, następnie ukończyła na tej samej uczelni studia podyplomowe oraz obroniła pracę magisterską. W 1991 roku uzyskała stopień doktora na Uniwersytecie Lublańskim. W 1997 roku została profesorem nadzwyczajnym, a pięć lat później uzyskała tytuł profesora zwyczajnego.
W 1973 roku została adiunktem na Uniwersytecie Świętych Cyryla i Metodego w Skopju, na którym wykładała prawo pracy; była także wykładowczynią na Uniwersytecie Europy Południowo-Wschodniej w Tetowie, w którym pełniła funkcję wiceprzewodniczącej senatu. Jako profesor wizytujący wykładała także na Université de Paris V i na Uniwersytecie w Cagliari.

## Wybrane prace naukowe[1]
- Посебна заштита на работниците (1987)
- Работните односи од експеримент до нова реалност (1992)
- Работните односи во македонскот и меѓународното законодавство (1994)
- Трудово право (1996)
- Есеј за кризата (1997)

## Odznaczenia
- Order Palm Akademickich (2004)[1]